# 井形マリ
井形 マリ（いがた まり、1958年3月16日 - 2024年8月13日）は、東京都練馬区出身（文京区生まれ）の女性レーシングライダーである。

## 略歴
- 1978年にレースデビューし、筑波選手権プロダクション125で年間ランキング3位となる。
- 1982年に国際A級ライセンスに昇格。女性としては小沼加代子に続き2人目の快挙。
- 1983年から2年間鈴鹿8時間耐久ロードレースに出場した。
- 1985年から全日本選手権国際A級125に出場したが、1987年に同選手権の筑波大会でポールポジション獲得直後に転倒し、この時の負傷が引退の要因となる。
- 1990年に現役引退。妹でレーシングライダーの井形とも（英語版）と共に『チームマリ』を結成。
- 2010年に妹のともに引き継ぎ勇退、チームマリの特別顧問となる[3]。
- 2003年に重症筋無力症を発病し闘病生活を送っていた。2024年8月13日に死去。66歳没[2][4]。

## レース戦歴

### 鈴鹿8時間耐久オートバイレース
| 年   | チーム            | ペアライダー   | 車番 | マシン          | タイヤ | 予選順位 | 予選タイム | 決勝順位 | 周回数 |
| ---- | ----------------- | -------------- | ---- | --------------- | ------ | -------- | ---------- | -------- | ------ |
| 1983 | エンデュランス RT | 有馬通正       | 59   | ホンダ・CB900F  | D      | 37位     | 2'37”16    | 17位     | 172    |
| 1984 | Aqua-fresh Racing | Sherry Friduss | 24   | ホンダ・CBX750F | D      | 45位     | 2'36”55    | 26位     | 169    |